# Марк Цейоній Прокул
Марк Цейоній Прокул (лат. Marcus Caeionius Proculus; між 250 та 255 — після 289) — державний діяч часів Римської імперії, консул-суффект 289 року.

## Життєпис
Походив з роду Цейоніїв Сільванів. Старший син Марка Цейонія Вара, міського префекта Риму у 284—285 роках, та Руфії Прокули. Здобув гарну освіту. Належність до патриціанського роду сприяло швидкій кар'єрі.
Про хід проходження державних посад нічого невідомо. Втім у віці 35-38 років став консулом-суфектом наприкінці 289 року разом з Гельвієм Клементом. Про каденцію та подальшу долю нічого невідомо.

## Родина
Дружина — Алфенія Юліана
Діти:
- Цейонія
- Цейоній Апроніан
- Марк Цейоній Юліан Каменій, міський префект Риму у 333 році